# WISE 0146+4234
WISE 0146+4234 är en dubbelstjärna av spektraltyp T9 respektive Y0, belägen i den mellersta delen av stjärnbilden Andromeda. Den har en skenbar magnitud av ca 18,71 och kräver ett teleskop med kamera för att kunna observeras. Baserat på parallaxmätning på ca 54 mas, beräknas den befinna sig på ett avstånd på ca 60 ljusår (19 parsek) från solen.

## Observation
WISE 0146+4234 upptäcktes 2012 av J. Davy Kirkpatrick et al. från data som samlats in av Wide-field Infrared Survey Explorer (WISE) i infraröda bandet med NASA:s 40 cm-teleskop, vars uppdrag varade från december 2009 till februari 2011. År 2012 publicerade de en artikel i The Astrophysical Journal, där de presenterade upptäckten av sju nya bruna dvärgar av spektraltyp Y funna av WISE, bland vilka också fanns WISE 0146+4234.